# ファッション・ウィーク

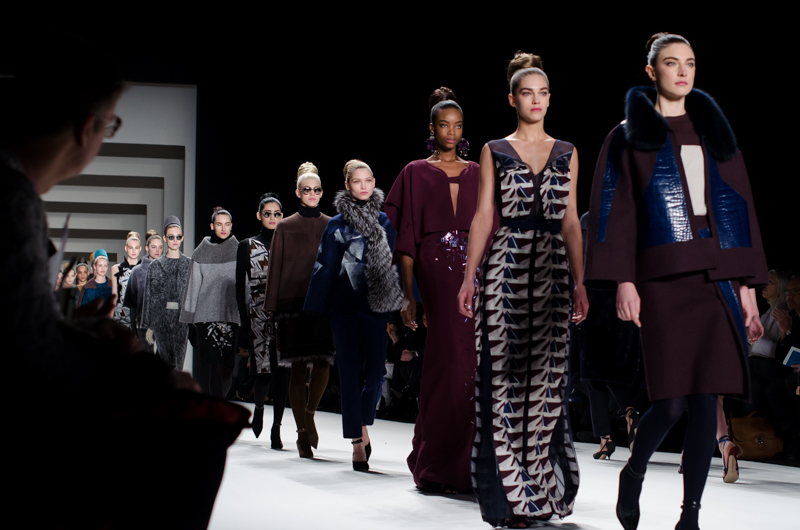
2014年のニューヨーク・コレクション（ファッション・ウィーク）

ファッション・ウィーク（英語: fashion week）は、服飾の新作発表会・販促展示会であるファッションショーのうち、特に約1週間 (a week) にわたって開催されるものを指す、ファッション業界のイベントである。日本では同義の内容をコレクションと呼ぶこともある。
デザイナーやブランドなどが最新作をランウェイ（英語版）と呼ばれるステージで披露し、これを受けてバイヤーやメディア・報道関係者が最新の流行に関する情報を入手する機会であり、今後のシーズンの流行作が発信されるイベントとして重要視される。最も有名なのはファッションの都と呼ばれる世界4都市（ミラノ、パリ、ニューヨーク、ロンドン）で開催されるファッションウィーク（それぞれミラノ・コレクション、パリ・コレクション、ニューヨーク・コレクション、ロンドン・コレクション）で、これらは世界四大コレクションと総称されることもある。この4都市に留まらずファッションウィークは世界各地の都市で開催されている。

## 歴史
ニューヨークでのファッションウィークが初めて開催されたのは1945年で、当時フランスのファッションに向いていた関心を国内に引き付ける狙いがあった。フランスへの関心の高さは「第二次世界大戦以前のアメリカのデザイナーは、インスピレーションを得る上でフランスのクチュールに頼りきっていると考えられていた」と評されるほどであったが、当時は第二次世界大戦の影響でパリへの渡航ができなかったため、アメリカ国内のファッションに目を向けさせる好機となった。こうした情勢を背景に、それまで国内のデザイナーに関心を払ってこなかったファッション・ジャーナリストに作品を披露する機会としてファッション広告を扱っていたエレノア・ランバートによって立ち上げられたのが、現在のニューヨーク・コレクション (New York Fashion Week) の前身となるプレス・ウィークである。このイベントは1994年まではホテルや特設ギャラリーなどで開催されておりその場所は一定していなかったが、マイケル・コースのファッションショーで構造上の問題が生じたことから、最終的にマンハッタン区のブライアント・パークで開催されるようになり、2010年に開催地が同区のリンカーン・センターに移るまで同地で開催されていた。
ファッションウィークに類するもの自体はプレス・ウィークが成立した1945年以前からアメリカ中に存在していた。アメリカ初と考えられているファッションショーは、1903年にニューヨークのショップ「エーリック・ブラザーズ (Ehrlich Brothers) 」が中流階級の女性を店舗に呼び込むために開催したショーである。アメリカのリテイラーらは、これらのショーが1800年代にファッション・パレードと呼ばれていたクチュール・サロンと同種のものであると捉え、これを活用しようと考えたと見られている。こういった「パレード」はショップを宣伝しその価値を高めるのに効果的で、1920年代までには国中のリテイラーがショーを活用することになった。この頃にはショーにステージが設けられるようになり、場所はショップ内のレストランが用いられ、ランチタイムやティータイムに開催された。当時は現在よりも演劇色が強く物語式のコメントがなされ、ひとつのテーマに準拠する度合いも高かった。これらのショーは大いに人気を博し、1950年代にはニューヨークにあるショップがモデルを雇用するためのライセンスを取得しなければならないほどの観客を呼び込み巨大化していった。

## 特色
ファッションウィークは年2回、世界に4か所あるファッションの都（ミラノ、パリ、ニューヨーク、ロンドン）で行われる。バイヤーや報道機関が前もって次のシーズン向けの新デザインを知ることができるよう当該シーズンより数か月前に開催され、1月から4月までは秋物・冬物が、9月から11月までは春物・夏物が披露される。リテイラーは実際のシーズンが訪れるまでの期間を利用して新作の購入を手配したり、デザイナー本人と契約を結んで販売戦略を立てたりする。また有名デザイナーが革新的なデザインを発表するのもファッションウィークの期間で、これら最新のコレクションは「ヴォーグ」のようなファッション雑誌に取り上げられることになる。

## スケジュール
年間の主要シーズンは秋冬シーズンと春夏シーズンに大別され、これを基軸にファッションショーが開催される。女性服のファッションウィークは年2回「ファッションの都」の4都市によって主催され、両シーズンとも開催はニューヨークから始まり、次いでロンドン、ミラノの順番で続きパリで終わる。男性服のファッションウィークはロンドン、ミラノ、パリの3都市によって主催される。
女性服については、秋冬は常に2月のニューヨークから始まり3月のパリで終わる。春夏は9月のニューヨークから始まり10月のパリで終わる。男性服の秋冬ウィークは1月のロンドンとミラノのものが例年1週間足らず続き、その後同じ程度の日数でパリが続く。春夏は6月に始まる。女性向けオートクチュールのファッションショーは、パリでの男性服のショーに続いて行われる。「シャンブル・サンディカル・ルール」と呼ばれるオートクチュールの規定により、オートクチュールはパリでしか披露できない。
また従来のシーズンの枠組みでは秋・冬と春・夏の間が大きく開くため、合間となるこの期間を狙ったコレクションが披露されることも増えている。従来シーズンのオートクチュールやプレタポルテが主に富裕層向けであるのに対し、これらのコレクションは市販向けの性格が強く、末端消費者の次シーズンまでの待ち時間を減らす効果もある。従来の枠組みと異なりどの都市でも固定化された日程はないが、既存シーズンの3か月後に開催されるのが普通である。デザイナーの中にはコレクションを活動拠点以外の都市で披露することもあり、たとえばパリに拠点を置くデザイナーのカール・ラガーフェルドは、シャネル向けのコレクションをパリではなくモスクワやロサンゼルス、モンテカルロで披露した。コスト削減や、シーズン間にあたるこの時期の方が自身の作品をより理解してもらえるという考えから、従来のショーに対抗してシーズン間にプレゼンテーションを行うデザイナーも増えている。
ファッションウィークの中には特定のジャンルに特化したものもあり、たとえば価格準拠のクリスチャン・ファッションウィークや水着に特化したマイアミ・ファッションウィークとリオ・サマー・ファッションウィークが挙げられる。プレタポルテやパリのオートクチュール・コレクションはデザイナーオリジナルの独創性の強い作品が発表される。中にはブライダル専門のファッションウィークや、アメリカ・オレゴン州のポートランド・ファッションウィークのように環境に優しい服飾が披露されるものもある。この他、プレタポルテの牽引役にはブレッドアンドバター・トレードショーがある。